# Martin Vingaard
Martin Vingaard Hansen, né le 20 mars 1985, est un footballeur international danois. Il joue au poste de milieu de terrain avec l'équipe américaine des Rowdies de Tampa Bay.

## Biographie
Martin Vingaard commence sa carrière au B 1913 Odense, puis rejoint un club un peu plus huppé au Danemark : le Esbjerg fB où il restera trois ans et demi. Dans ce club, il connait les joies des sélections danoises où il est convoqué avec les moins de 19 et 20 ans.
Le 29 mai 2008, il est sélectionné pour jouer en A contre les Pays-Bas (1-1) au Philips Stadion, il rentrera à la 77e minutes à la place de Kenneth Perez.
Dès sa deuxième sélection, toujours en amical le 1er juin 2008, il marque son premier but contre la Pologne à la 28e minute, pour ce match il était titulaire.
En janvier 2009, il change de club et signe pour un club qui a de plus fortes ambitions notamment sur le plan national : le FC Copenhague.
Pour son 1er match sous ses nouvelles couleurs, il marque en C3 lors des seizièmes de finale aller contre Manchester City à la 91e pour égaliser à 2-2, il était rentré un peu plus tôt à la 60e minutes à la place de William Kvist.

## Palmarès
| - Esbjerg fB - Coupe du Danemark - Finaliste : 2008. | - FC Copenhague - Championnat du Danemark - Vainqueur : 2009, 2010, 2011 et 2013. - Coupe du Danemark - Vainqueur : 2009 et 2012. |

## But en sélection
|    | Date          | Lieu                               | Adversaire | Résultat | Compétition  |
| -- | ------------- | ---------------------------------- | ---------- | -------- | ------------ |
| 1. | 1er juin 2008 | Stade de Silésie, Chorzów, Pologne | Pologne    | 1-1      | Match Amical |

## Statistiques
| Saison      | Club              | Pays                | Championnat        | Coupes nationales | Coupes d’Europe                     | Sélection Danemark |
| ----------- | ----------------- | ------------------- | ------------------ | ----------------- | ----------------------------------- | ------------------ |
| 2002 - 2003 | B 1913 Odense     | 1. division         | 3 matchs           | -                 | -                                   | -                  |
| 2003 - 2004 | B 1913 Odense     | 1. division         | 26 matchs / 3 buts | -                 | -                                   | -                  |
| 2004 - 2005 | B 1913 Odense     | Danish 2nd Division | 26 matchs / 4 buts | -                 | -                                   | -                  |
| 2005 - 2006 | Esbjerg fB        | Superliga           | 2 matchs           | -                 | -                                   | -                  |
| 2006 - 2007 | Esbjerg fB        | Superliga           | 30 matchs / 6 buts | -                 | -                                   | -                  |
| 2007 - 2008 | Esbjerg fB        | Superliga           | 32 matchs / 7 buts | 1 match           | -                                   | 2 matchs / 1 but   |
| 2008 - 2009 | Esbjerg fB        | Superliga           | 15 matchs / 3 buts | 1 match           | -                                   | 3 matchs           |
| 2008 - 2009 | FC Copenhague     | Superliga           | 12 matchs / 1 but  | 2 matchs          | 2 matchs / 2 buts (C3)              | 1 match            |
| 2009 - 2010 | FC Copenhague     | Superliga           | 32 matchs / 6 buts | 2 matchs          | 4 + 8 matchs / 1 + 1 buts (C1 + C3) | -                  |
| 2010 - 2011 | FC Copenhague     | Superliga           | 21 matchs / 7 buts | -                 | 12 matchs / 2 buts (C1)             | 3 matchs           |
| 2011 - 2012 | FC Copenhague     | Superliga           | 13 matchs          | 3 matchs          | 2 matchs (C1)                       | -                  |
| 2012 - 2013 | FC Copenhague     | Superliga           | 19 matchs / 2 buts | 3 matchs          | 5 matchs (C3)                       | -                  |
| 2013 - 2014 | FC Nordsjælland   | Superliga           | 29 matchs / 2 buts | 4 matchs          | 2 + 2 matchs (C1 + C3)              | -                  |
| 2014 - 2015 | FC Nordsjælland   | Superliga           | 31 matchs / 1 but  | -                 | -                                   | -                  |
| 2015 - 2016 | FC Nordsjælland   | Superliga           | 31 matchs / 1 but  | 1 match           | -                                   | -                  |
| 2016        | Tampa Bay Rowdies | NASL                | 17 matchs / 1 but  | -                 | -                                   | -                  |
| 2017        | Tampa Bay Rowdies | NASL                | 2 matchs           | -                 | -                                   | -                  |